# يهوذا عميتال
يهوذا عميتال ((بالعبرية: יהודה עמיטל‏) ولد يهودا كلاين. 31 أكتوبر 1924-9 يوليو 2010) كان حاخامًا أرثوذكسياً, روش يشيفا من يشيفات هار عتصيون, وعضواً سابقاً في الحكومة الإسرائيلية.

## سيرة شخصية
ولد يهودا كلاين (لاحقاً أميتال) في أوراديا برومانيا, ابن ييكوتيل زئيف وديفورا. بعد أربع سنوات من التعليم الابتدائي العلماني, بدأ دراسات دينية مع الحاخام حاييم يهودا ليفي. عندما احتلت ألمانيا المنطقة عام 1944, أرسل النازيون عائلته بأكملها إلى معسكر أوشفيتز حيث قُتلوا. تم إرسال عميتال إلى معسكر العمل, وبالتالي نجا من الهولوكوست. مكث في معسكر العمل ثمانية أشهر, وحرره الجيش السوفيتي في 4 أكتوبر 1944. بعد تحريره, شق طريقه إلى بوخارست, ومنها سافر إلى فلسطين, ووصل في 11 ديسمبر 1944.
بعد إقامة قصيرة في معتقل عتليت, شق طريقه إلى القدس, حيث درس في مدرسة يشيفا في الخليل, واستلم سيميشا من الحاخام إيسر زلمان ميلتزر. كما تعلم مع الحاخام يعقوب موشيه شارلاب, تلميذ الحاخام أبراهام يتسحاق كوك. في ذلك الوقت, انضم إلى الهاجاناه .
بعد أن تعلم في الخليل, انتقل إلى برديس حنا ليتعلم في مدرسة كليتزك الدينية. بينما كان يتعلم في المدرسة الدينية, تزوج من مريم, ابنة روش يشيفا, الحاخام تسفي يهودا ميلتزر, وحفيدة الحاخام إسير زلمان ميلتزر. عندما انتقلت المدرسة الدينية إلى رحوفوت, تبعها عميتال, واستقر في رحوفوت حتى انتقل إلى القدس في الستينيات.
في اليوم التالي لإعلان الاستقلال, تم تعبئة وحدة عميتال. شارك في معارك اللطرون والجليل الغربي. بعد الحرب ، أصبح عميتال سكرتيراً حاخامياً في بيت دين رحوفوت, وبعد ذلك بعامين, أصبح معلماً في مدرسة يشيفات هاداروم, حيث ساعد في صياغة فكرة مدرسة حيسدر الدينية.
توفي عمتال في 9 يوليو (27 تموز (شهر عبري)) 2010, ودفن في مقبرة هار همنوشوت في القدس, حيث حضر الآلاف جنازته.

## الحياة السياسية
في عام 1988, أسس عميتال حركة ميماد الدينية اليسارية, وانتخب رئيساً لها بعد أن أصبحت حزباً سياسياً. في عام 1995, شغل منصب وزير بدون حقيبة في حكومة شيمون بيريز, على الرغم من عدم كونه عضوًا في الكنيست.

## مهنة تعليمية
بعد حرب الأيام الستة, أسس مدرسة يشيفات هار عتصيون, وهي مدرسة حسدر الدينية في جوش عتصيون. افتتحت المدرسة الدينية في كفار عصيون عام 1968 ب 30 طالبا. بعد عامين, انتقلت المؤسسة إلى موقعها الحالي في ألون شفوت. في عام 1971, طلب أميتال من أهارون ليختنشتاين الانضمام إليه باسم مدرسة روش يشيفا.
في سن الثمانين, طلب عميتال من إدارة يشيفات هار عتصيون اختيار خلفائه. اختارت المدرسة الدينية الحاخامات يعقوب ميدان وباروخ جيجي, في 4 يناير 2006, تم استثمار ميدان وجيجي رسميًا كمدرسة دينية مشتركة, جنبًا إلى جنب مع أميتال وأهارون ليشتنشتاين.
في 25 سبتمبر 2008, أعلن عميتال اعتزاله رسمياً, ليصبح ساري المفعول في اليوم الأخير من شهر تشرين اليهودي, في العام 5769 (28 تشرين الأول 2008) كما أعلن أن موشيه ليختنشتاين, ابن أهارون ليختنشتاين, سيتولى منصب روش يشيفا الرابع في نفس اليوم.
استمر عميتال في كونه شخصية عامة بارزة في إسرائيل, وكان له تأثير واسع على الأمور الدينية والوطنية. طلابه وتلاميذه شخصيات بارزة في العديد من مناحي الحياة. لقد طور فلسفة تعليمية تجمع بين الإخلاص العميق للتقاليد والمسؤولية الأخلاقية تجاه المجتمع ككل مع الالتزام بالازدهار الأخلاقي والروحي لكل فرد.

## الأعمال المنشورة
- القيم اليهودية في عالم متغير(ردمك 0-88125-881-4)
- الالتزام والتعقيد: الحكمة اليهودية في عصر الاضطرابات(ردمك 1-60280-030-8)
- عالم بني ودمر وأعيد بناؤه ، مواجهة الحاخام يهودا عميتال مع ذكرى الهولوكوست(ردمك 0-88125-864-4)
- بالإيمان وحده: قصة الحاخام يهودا أميتال(ردمك 1-59264-192-X)

## روابط خارجية
- آلان بريل ، "عوالم دمرت ، عوالم أعيد بناؤها: الفكر الديني لرو. يهودا أميتال"
- سلسلة من shiurim بقلم R. Yehuda Amital بعنوان القيم اليهودية في عالم متغير ، نشرها The Israel Koschitzky Virtual Beit Midrash of Yeshivat Har Etzion
- سيرة ذاتية محدثة
- ببليوغرافيا محدثة
- Hespedim (تأبين) مُقدَّم لـ Rav Yehuda Amital zt "l
- לעבדך באמת، לדמותו ולדרכו של הרב יהודה עמיטל، עורכים: ראובן ציגלר וראובן גפני
- بقلم الإيمان وحده ، قصة راف يهودا أميتال ، إلياشيف ريتشنر
- يهودا ميرسكي ، جرأة الإيمان
- https://www.academia.edu/18122334/Torah_and_Humanity_in_a_Time_of_Rebirth_Rav_Yehuda_Amital_as_Educator_and_Thinker و Reuven Ziegler and Yehudah Mirsky ، التوراة والإنسانية في زمن إعادة الميلاد: Educator and Amitality